# Tour della nazionale maschile di rugby a 15 dell'Italia 2022
Tra giugno e luglio 2022 la nazionale italiana di rugby allenata da Kieran Crowley fu impegnata in un tour europeo in Portogallo, Romania e Georgia.
Si trattava del primo tour italiano dal 2018; il 2019 fu l'anno della Coppa del Mondo in Giappone e, nel 2020 e 2021, la pandemia di COVID-19 rese impossibile pianificare trasferte all'estero.
Il tour prevedeva tre date: a Lisbona contro il Portogallo il 25 giugno; a Bucarest contro la Romania il 1º luglio e, infine, a Batumi il 10 luglio contro la Georgia.
Di rilievo statistico la direzione di gara di Portogallo – Italia affidata a Hollie Davidson, prima donna ad arbitrare un incontro internazionale maschile che vede impegnata una squadra del Tier 1; l'ufficiale di gara scozzese, in particolare, fu coadiuvata in campo da una coppia di donne, la francese Aurélie Groizeleau e l'inglese Sara Cox come giudici di linea, e dall'altra inglese Claire Hodnett come Television Match Official.
Il tour era il primo organizzato sotto la gestione del presidente federale Marzio Innocenti, in carica dal marzo 2021; l'Italia l'affrontava dopo avere terminato un digiuno al Sei Nazioni che durava da sette edizioni: infatti l'incontro più recente della squadra era la vittoria a Cardiff contro il Galles ottenuta nell'ultima giornata del torneo appena concluso.
Il primo incontro, allo stadio del Belenenses di Lisbona, fu una vittoria 38-31 molto faticosa, maturata in rimonta dopo una partenza lanciata lusitana: i primi punti italiani, infatti, una meta di Fusco, giunsero al 25', quando la squadra di casa conduceva già 10-0; ancora a 13' dalla fine i portoghesi conducevano 31-24 ma Traoré e una meta tecnica nel finale ribaltarono il risultato.
Allo Stadio Arcul de Triumf di Bucarest, dopo una mezz'ora iniziale di studio, l'Italia assunse il comando della partita e lo mantenne fino alla fine, alfine risultando vincitore per 45-13 con sette mete contro una, peraltro maturata nel finale a punteggio largamente acquisito.
L'Italia mancò contro la Georgia l'opportunità di fare en plein nel tour e di mettere insieme quattro vittorie consecutive: alla Batumi Arena infatti una nazionale stanca e senza idee, dopo essere rimasta indietro nel punteggio, riuscì anche a portarsi in vantaggio verso la fine del primo tempo, ma la maggior freschezza della Georgia ebbero la meglio nella ripresa in cui l'Italia segnò solo 6 punti terminando il tour con una sconfitta 19-28.

## Risultati
| Arbitro: | Hollie Davidson |

|                                            |      |                                                                      |
| tecnica 16’ R. Marta 38’, 66’ Appleton 42’ | mt   | 25’ Fusco 31’ Marin 46’ Padovani 52’ Lucchesi 73’ Traoré 80’ tecnica |
| Marques 38’, 42’, 66’                      | tr   | 46’, 52’ Da Re 73’ Padovani                                          |
| Marques 3’                                 | c.p. |                                                                      |

| Arbitro: | Luke Pearce |

|                 |      |                                                                                 |
| Savin 79’       | mt   | 15’, 57’ Menoncello 38’ Allan 39’ Cannone 45’ A. Garbisi 61’ Zanon 69’ Nicotera |
| Bucur 79’       | tr   | 38’, 39’, 45’, 61’, 69’ Allan                                                   |
| Vlaicu 10’, 24’ | c.p. |                                                                                 |

| Arbitro: | Brendon Pickerill |

|                                |      |                          |
| Todua 11’ Abzhandadze 14’, 36’ | mt   | 20’ Menoncello           |
| Abzhandadze 14’, 36’           | tr   | 20’ Allan                |
| Abzhandadze 55’, 71’, 78’      | c.p. | 27’, 33’, 51’, 72’ Allan |